# Генерал-майор (Индия)

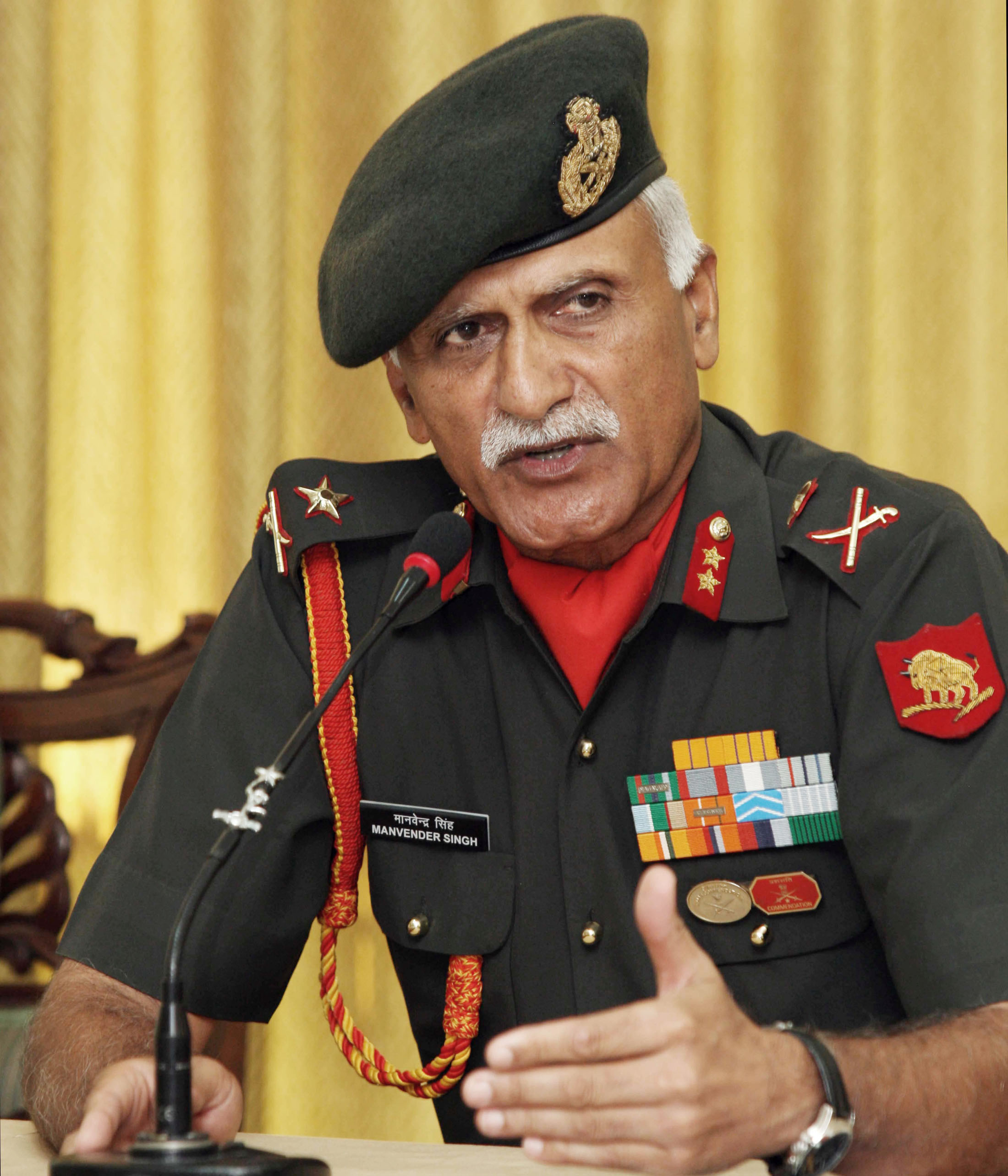
Генерал-майор Манвендер Сингх в военной форме.

Генера́л-майо́р (англ. Major general, хинди मेजर-जनरल; сокращение — Maj Gen) — двухзвёздочное генеральское офицерское звание в Сухопутных войсках Индии ниже генерал-лейтенанта и выше бригадира. Эквивалентно званию контр-адмирала в Военно-морских силах Индии и званию вице-маршала авиации в Военно-воздушных силах Индии.
В Департаменте по военным вопросам Индии, входящем в Министерство обороны Индии, офицеры любого из трёх подразделений Вооружённых сил Индии (сухопутных войск, военно-морских сил или военно-воздушных сил) в звании генерал-майора или эквивалентному ему, занимают должность заместителя секретаря правительства Индии.

## Знаки различия
В качестве символа на знаках различия генерал-майора служат скрещённые меч и жезл, над которыми изображена золотистая пятиконечная звезда. На воротнике генерал-майора изображены две малиновые петлицы, на которых в свою очередь изображены по две золотистые звезды.

### Другие знаки различия

Погон генерал-майора
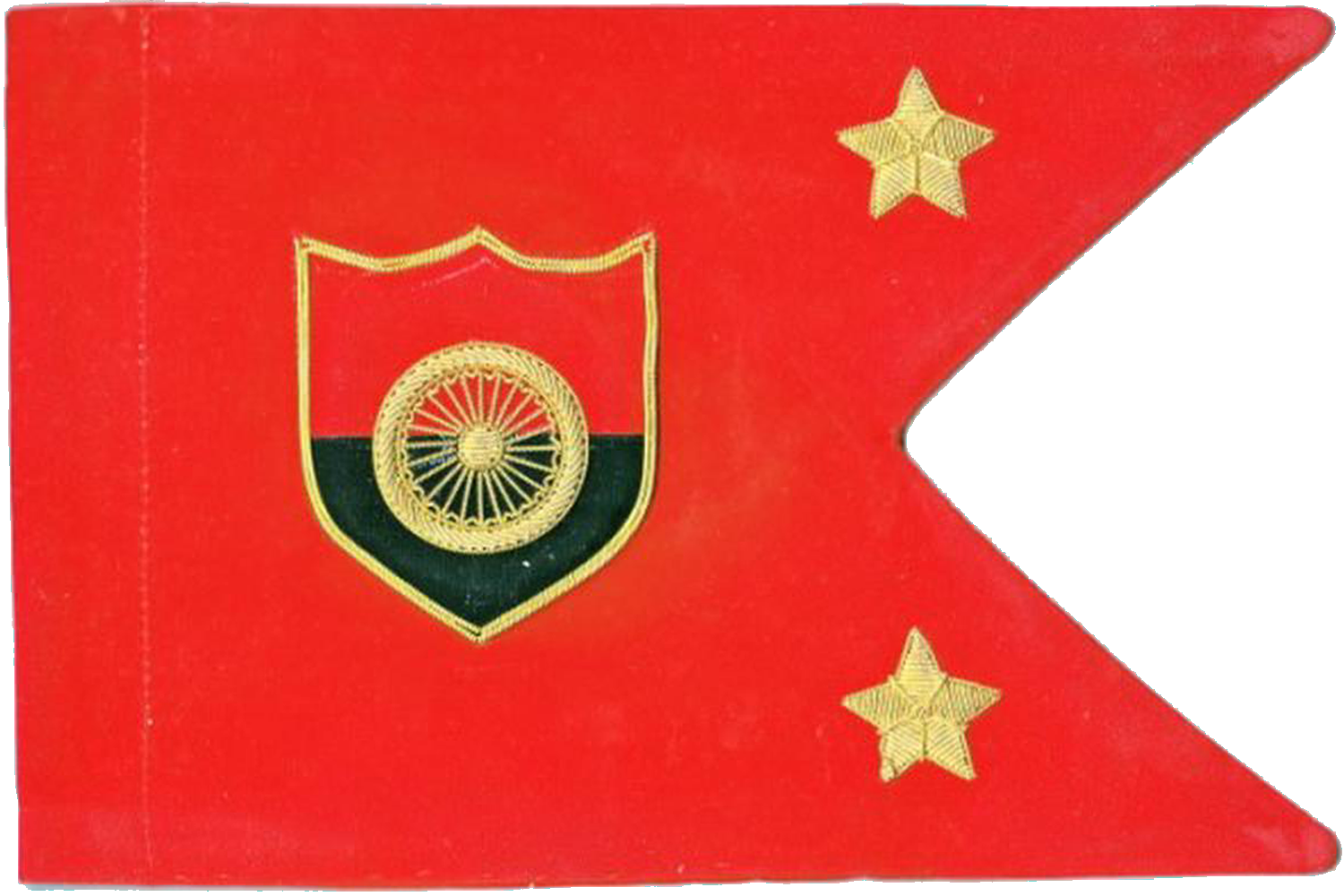
Штандарт генерал-майора в штабе сухопутных войск
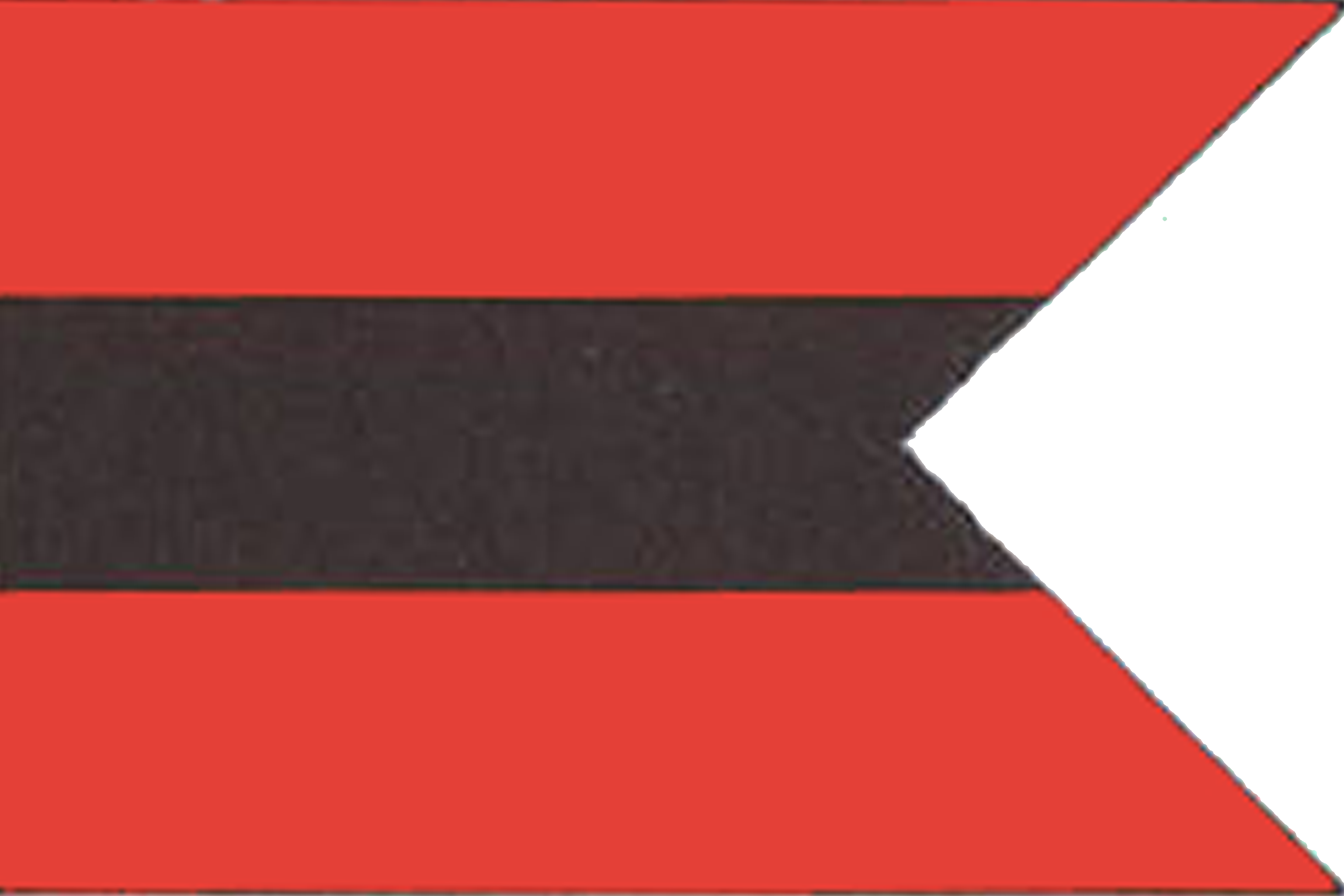
Штандарт генерал-майора в штабе

## В порядке старшинства
Генерал-майоры, занимающие должность главного штабного офицера, занимают 25-е место в индийском порядке старшинства. Генерал-майоры, занимающие другие должности, занимают 26-е место в индийском порядке старшинства. Также генерал-майоры имеют 14-й уровень зарплаты от 144 200 (1950 долларов США) до 218 200 индийских рупий (2950 долларов США) ежемесячно.